# تجمع جد فانة (زمنخ ومنوخ)

تعديل مصدري - تعديل

تجمع جد فانة هي إحدى قرى عزلة زمنح ومنوخ بمديرية زمنخ ومنوخ التابعة لمحافظة حضرموت، بلغ تعداد سكانها 26 نسمة حسب تعداد اليمن لعام 2004.